# Lijst van spelers van Fredrikstad FK
Deze lijst omvat voetballers die bij de Noorse voetbalclub Fredrikstad FK spelen of gespeeld hebben. De spelers zijn alfabetisch gerangschikt.

## A
- Jan Aas
- Dominic Adiyiah
- Per Egil Ahlsen
- Jørn Andersen
- Odd Andersen
- Mattias Andersson
- Gunnar Andreassen
- Amin Askar

## B
- Wade Barrett
- Abgar Barsom
- Jonas Becken
- Christian Berg
- Bjorn Berger
- Kent Bergersen
- Trond Erik Bertelsen
- John Anders Bjørkøy
- Lars Blixt
- Bjørn Borgen
- Celso Borges
- Arne Børresen
- Erik Bråthen
- Simen Brenne
- Knut Brynildsen

## C
- Pal Andre Czwartek

## D
- Ríkharður Daðason
- Hans Deunk

## E
- Gustav Edén
- Martin Elvestad
- Tarik Elyounoussi
- Dagfinn Enerly
- Éverton

## F
- Ismael Fofana
- Alexander Forsberg
- Jan Fuglset
- Tor Fuglset

## G
- Cristian Gamboa
- José Garro
- rdian Gashi
- Patrik Gerrbrand
- Thomas Gill
- Gilmak
- Clas-André Guttulsrød

## H
- Per Haftorsen
- Christian Halvorsen
- Alexander Hansen
- Frode Hansen
- Vidar Hansen
- Roger Helland
- Kai-Erik Herlovsen
- Magnus Hjulstad
- Øyvind Hoås
- Erik Holmberg
- Tord Holmgren
- Dag Hornseth
- Olof Hvidén-Watson

## I
- Arne Ileby

## J
- Finn Johannesen
- Bjørnar Johannessen
- Håkon Johannessen
- Henry Johannessen
- Rolf Johannessen
- Tom Johannessen
- Garðar Jóhannsson
- Andreas Johansen
- Roar Johansen

## K
- Odillon Kashama
- Axel Kolle
- Tero Koskela
- Serge Kouadio
- Per Kristiansen
- Reidar Kristiansen
- Per Kristoffersen
- Raymond Kvisvik

## L
- Atakora Lalawele
- Thorleif Larsen
- Egil Lund

## M
- Jörgen Magnussen
- Per Martinsen
- Vidar Martinsen
- Jon Masalin
- Hans Mathisen
- Gherland McDonald
- Dardan Mehmeti
- Kjell Moe
- Sten Moe
- Dino Mulac
- Miikka Multaharju

## N
- Dag Navestad
- Frank Nervik
- Jan Nilsen
- Tore Nilsen
- Robert Nilsson

## O
- Jan Erik Olsen
- Reidar Olsen
- Willy Olsen
- Jan Tore Ophaug
- Daniel Örlund
- Anders Østli
- Kristian Østli
- Ronny Ødmann

## P
- Levon Pachajyan
- Arne Pedersen
- Karl Pedersen
- Tore Pedersen
- Wallace Fernando Pereira
- Christian Petersen
- Kjell Pettersen
- Morten Pettersen
- Sverre Pettersen
- Raio Piiroja
- Anders Prytz
- Martin Pušić

## R
- Simen Rafn
- Hans Ramberg
- Markus Ringberg
- Roger Risholt
- Michael Røn
- Tommy Runar

## S
- Rami Shaaban
- Agim Shabani
- Johan Sjöberg
- Håkan Söderstjerna
- Sander Solberg
- Steinar Sörlie
- Age Spydevold
- Bjørn Spydevold
- Thor Spydevold
- Anders Stadheim
- Kenny Stamatopoulos
- Lasse Staw
- Tamás Szekeres

## T
- Andreas Tegström
- Joachim Thomassen
- Gunnar Þorvaldsson
- Mihály Tóth
- Tor Trondsen
- Are Tronseth
- Michael Trulsen

## V
- Alex Valencia
- Bjarte Vatlestad
- Kristen Viikmäe
- Hermanni Vuorinen

## W
- Tommy Warchol
- Daniel Wass
- Kasey Wehrman
- Brian West
- Martin Wiig
- Einar Wilhelms

## Z
- Bora Živkovic

Clubs: Aalesunds FK · Alta IF · SK Brann · Bryne FK ·  Fredrikstad FK · FK Haugesund · Hønefoss BK · Kongsvinger IL · Lillestrøm SK · FC Lyn Oslo · Molde FK · Moss FK · Odd Grenland · Rosenborg BK · Stabæk Fotball · IK Start · Strømsgodset IF · Tromsø IL · Vålerenga IF ·  Viking FK

Lijsten van voetballers van Noorse clubs: Aalesunds FK · Alta IF · SK Brann · Bryne FK · Fredrikstad FK · FK Haugesund · Hønefoss BK · Kongsvinger IL · Lillestrøm SK · FC Lyn Oslo · Molde FK · Moss FK · Odd Grenland · Rosenborg BK · Stabæk Fotball · IK Start · Strømsgodset IF · Tromsø IL · Vålerenga IF · Viking FK